# Zhanguo Ce
Das Zhanguo Ce (chinesisch 戰國策 / 战国策; Pinyin: Zhànguó Cè ; Wade-Giles: Chan-kuo Ts'e; „Strategien der Streitenden Reiche“) ist ein bekanntes klassisches Werk der chinesischen Literatur über die Zeit der Streitenden Reiche, welches in der Zeit der Westlichen Han-Dynastie von Liu Xiang zusammengestellt wurde. Es ist unter anderem für die Erforschung der Zeit der Streitenden Reiche von großer Bedeutung. Es berichtet von den Strategien und politischen Ansichten der „Schule der Verhandlungen“ und vermittelt ein Bild der damaligen historischen und gesellschaftlichen Verhältnisse.

## Verfasser, Titel und Versionen
Der Verfasser des Zhanguo Ce kann nicht mit Sicherheit bestimmt werden. In der Zeit der Westlichen Han-Dynastie wurden während seiner redaktionellen Arbeit an der kaiserlichen literarischen Sammlung von Liu Xiang sechs Versionen der Texte der „Schule der Verhandlungen“ entdeckt, die in sehr schlechtem Zustand und lückenhaft waren. Liu Xiang überarbeitete diese Texte und fasste sie in einem neuen Werk, dem Zhanguo Ce zusammen. Es handelt sich also nicht um das Werk eines einzelnen Autors.
In den folgenden Jahrhunderten gingen Teile des Zhanguo Ce verloren. Zur Zeit der Nördlichen Song-Dynastie gab Zeng Gong an, einige der verlorenen Kapitel gefunden zu haben und edierte die „moderne“ Version. 1973 wurden bei einer Ausgrabung an einer Grabstätte aus der Zeit der Han-Dynastie bei Mawangdui in der Nähe von Changsha einige Texte auf Textilien gefunden, die 1976 in Peking unter dem Titel Zhanguo Zonghengjia Shu (Wade-Giles: Chan-kuo Tsung-heng-chia Shu; „Texte der Schule der Verhandlungen aus der Zeit der Streitenden Reiche“) herausgegeben wurden. Das Buch enthält 27 Kapitel, von welchen elf eine starke Ähnlichkeit mit entsprechenden Kapiteln des Zhanguo Ce und des Shiji aufweisen. Die Veröffentlichung erschien 1977 in Taiwan unter dem Titel Boshu Zhanguo Ce (Wade-Giles: Po-shu Chan-kuo Ts'e).

## Gliederung
Das Zhanguo Ce ist eine Chronik der Geschichte der Zeit der Streitenden Reiche vom Eroberungszug der Familie Zhi im Jahr 490 v. Chr. bis zum fehlgeschlagenen Attentat auf Qin Shi Huangdi durch Gao Jianli im Jahr 221 v. Chr.
Das Buch enthält ungefähr 120.000 Wörter und ist in 33 Kapitel (chinesisch 卷; juàn) bzw. 497 Abschnitte unterteilt. Es umfasst Ereignisse aus zwölf Staaten:
- Dong Zhou Ce (Strategien des Östlichen Zhou) – 1 Kapitel
- Xi Zhou Ce (Strategien des Westlichen Zhou) – 1 Kapitel
- Qin Ce (Strategien von Qin) – 5 Kapitel
- Qi Ce (Strategien von Qi) – 6 Kapitel
- Chu Ce (Strategien von Chu) – 4 Kapitel
- Zhao Ce (Strategien von Zhao) – 4 Kapitel
- Wei Ce (Strategien von Wei) – 4 Kapitel
- Han Ce (Strategien von Han) – 3 Kapitel
- Yan Ce (Strategien von Yan) – 3 Kapitel
- Song Wei Ce (Strategien von Song und Wey) – 1 Kapitel
- Zhongshan Ce (Strategien von Zhongshan) – 1 Kapitel